# El Payaso Complaciente
El Payaso Complaciente es el nombre de un restaurante ficticio que aparece en la novela Una serie de catastróficas desdichas. En El ventanal, los Baudelaire, el Sr. Poe, y el Conde Olaf (disfrazado como el Capitán Sham) comen ahí. Su mesero, Larry, dice, "No me había dado cuenta de que era una ocasión triste", este es uno de los códigos de V.F.D.
Clientes conocidos incluyen al Sr. Poe y a su hermana, Elenora, los huérfanos Baudelaire, el Conde Olaf (disfrazado como el Capitán Sham), Jacques Snicket (posiblemente), y Lemony Snicket, el cual fue ahí a recoger un mensaje secreto. Posiblemente se encuentra cerca del Lago Lacrimógeno, pues pocos de los comercios que se hallan junto al lago o cerca de ahí siempre hay clientes, salvo en los días de mal tiempo, que las cosas están muertas.

## Comida
La comida es descrita como terrible. Las comidas incluyen:
- Aperitivo Super Divertido Especial Familias - Es un conjunto de cosas fritas juntas y servidas con una salsa
- Ensalada de Pollo Sorpresa
- Cheeseburgers Animosas - Hamburguesas de queso que con los ingredientes crean una carita sonriente

- Datos: Q6427285